# Maria do Luxemburgo
Maria do Luxemburgo (em francês: Maria de Luxembourg; 1305 - Issoudun, 26 de março de 1324) foi rainha consorte de França e Navarra através do seu casamento com Carlos IV de França. Era filha do imperador Henrique VII do Sacro Império Romano-Germânico e de Margarida de Brabante.

## Biografia
Com a anulação do casamento de Carlos IV com Branca da Borgonha a 19 de maio de 1322 pelo papa João XXII, este casou-se em segundas núpcias com Maria a 21 de setembro do mesmo ano, em Provins. Deste matrimônio nasceu uma filha que não sobreviveu.
A 21 de março de 1324, no decurso de uma viagem a Issoudun, na província de Berry, a carruagem em que Maria seguia virou-se. A rainha morreu aos 19 anos de idade, assim como Luís de França, o herdeiro varão de quem estava grávida, nascido e morto em Março de 1324, pouco depois do seu batismo. A segunda consorte de Carlos IV foi sepultada em Montargis, na igreja das dominicanas.